# Matt Gatens
Pour les articles homonymes, voir Matt.
Matthew Hadley Gatens, né le 13 juin 1989 à Iowa City, au Iowa, est un joueur américain de basket-ball, évoluant au poste d'arrière.

## Carrière
Le 9 août 2015, il signe au CSP Limoges.

## Palmarès

### Distinction personnelle
- Meilleur sixième homme du championnat ukrainien (2014)